# اولدزموبیل ۴۴۲

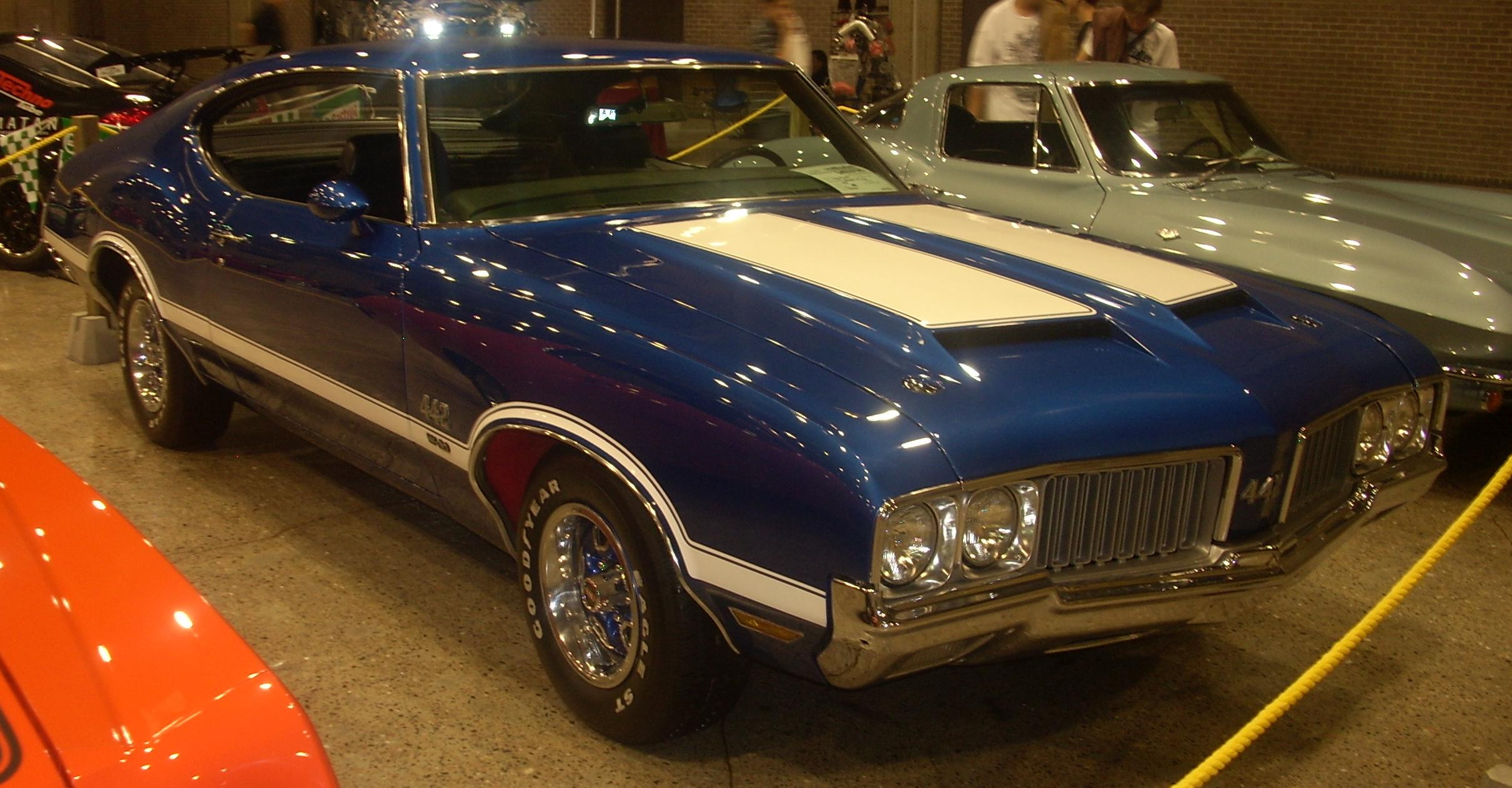

اولدزموبیل ۴۴۲ (Oldsmobile ۴۴۲) خودرویی است که در سال‌های ۱۹۶۴–۱۹۸۰تولید شده‌است.
این خودرو در کلاس خودرو عضلانی قرار گرفته، طراحی آن خودروهای موتور جلو-محور عقب بوده است. 